# Бжозово-Старе
Бжозово-Старе (пол. Brzozowo Stare) — село в Польщі, у гміні Посвентне Білостоцького повіту Підляського воєводства.
Населення — 156 осіб (2011).

## Демографія
Демографічна структура станом на 31 березня 2011 року:
|          | Загалом | Допрацездатний вік | Працездатний вік | Постпрацездатний вік |
| -------- | ------- | ------------------ | ---------------- | -------------------- |
| Чоловіки | 86      | 18                 | 55               | 13                   |
| Жінки    | 70      | 9                  | 35               | 26                   |
| Разом    | 156     | 27                 | 90               | 39                   |